# 吉皮
吉皮（法語：Guipy，法語發音：[ɡipi]）是法国涅夫勒省的一个市镇，属于克拉姆西区。

## 地理
吉皮（47°13'45"N, 3°34'48"E）面积18.36 平方千米，位于法国勃艮第-弗朗什-孔泰大區涅夫勒省，该省份为法国中部省份，北至约讷省，西北接卢瓦雷省，西接谢尔省，南至阿列省，东南接索恩-卢瓦尔省，东临科多尔省。
与吉皮接壤的市镇（或旧市镇、城区）包括：埃里、维特里拉谢、讷伊、帕济、圣雷韦里安、博略。

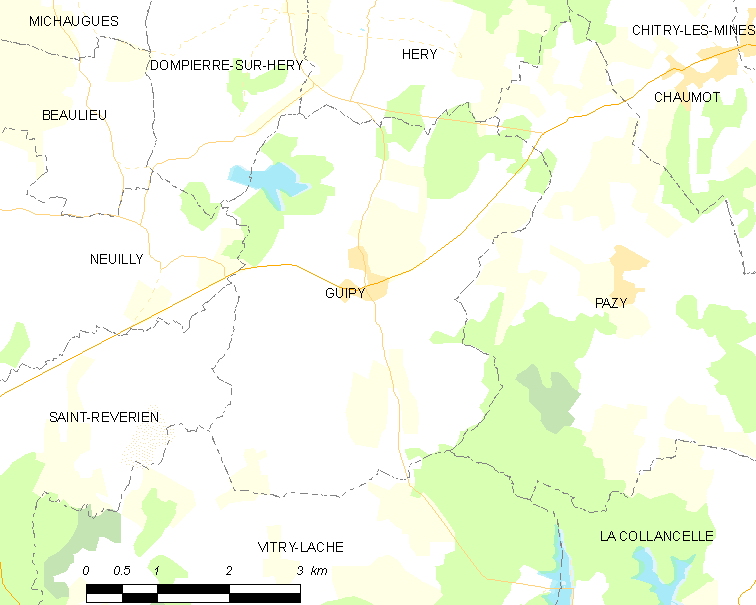
吉皮的OSM定位图

吉皮的时区为UTC+01:00、UTC+02:00（夏令时）。

## 行政
吉皮的邮政编码为58420，INSEE市镇编码为58132。

## 政治
吉皮所属的省级选区为科尔比尼县。

## 人口

1962-2008年间吉皮人口变化图示

吉皮于2022年1月1日时的人口数量为226人。